# Прима патриот
„Прима патриот“ е шестнадесетият албум на Слави Трифонов и Ку-ку бенд. Издаден е през 2004 г. Разпространен е като промоция на М-тел.

## Песни в албума
1. Домачине...
2. Бог високо, цар далеко
3. Не, не и не
4. Широко затворени очи (Лале ли си, зюмбюл ли си)
5. Ain't no sunshine
6. I wanna feel you!
7. Bolero (Balkan version)
8. Ах, къде е мойто либе
9. Българи - юнаци
10. Без слънце за теб и за мен
11. Слушай, мацко!
12. Това е лъжа
13. Професорско хоро (Instrumental)
14. Вечерай, Радо
15. Толкова...